# 4417 Lecar
A 4417 Lecar (ideiglenes jelöléssel 1931 GC) a Naprendszer kisbolygóövében található aszteroida. Karl Wilhelm Reinmuth fedezte fel 1931. április 8-án.